# Cladopathidae
Cladopathidae é uma família de coral negro da ordem Antipatharia, classe Anthozoa.